# Občina Bistrica ob Sotli
Občina Bistrica ob Sotli je ena od 212 občin v Republiki Sloveniji. Ustanovljena je bila leta 1998. Nahaja se v Vzhodni Sloveniji ob reki Sotli, po kateri tudi poteka slovensko-hrvaška državna meja in kjer se vanjo izliva Bistrica, ki teče po ozemlju občine. Leži na križišču pomembnih prometnih poti, kar je potrdil tudi mejni prehod za mednarodni promet, na katerem pa je bila, z vstopom Hrvaške 1. januarja 2023 v skupno schengensko območje, mejna kontrola po 32 letih ukinjena.
Občina na severu meji na Občino Podčetrtek, na jugu na Občino Brežice, na zahodu na Občino Kozje, na vzhodu pa na hrvaške občine Zagorska Sela, Kumrovec in Klanjec.
Občina je najbolj poznana po romarskem središču Svete gore − hribu s cerkvijo in štirimi kapelami, od katerih dve (kapela sv. Jurija in kapela sv. Martina) veljata za najstarejši ohranjeni stavbi v Sloveniji, saj izvirata iz 9. ali 10. stoletja.
V vasi Kunšperk se nahajajo mogočne ruševine istoimenskega gradu. Čez Kunšperk, Polje ob Sotli in Ples poteka tudi leta 2000 ukinjena železniška proga Savski Marof–Kumrovec.

## Naselja v občini
| #   | Slika                     | Naselje                | Površina (km2) | Prebivalci (1.1.2020) |
| --- | ------------------------- | ---------------------- | -------------- | --------------------- |
| 1.  | Klikni za spremembo slike | Bistrica ob Sotli      | 2,1            | 235                   |
| 2.  | Klikni za spremembo slike | Dekmanca               | 2,59           | 109                   |
| 3.  | Klikni za spremembo slike | Črešnjevec ob Bistrici | 1,44           | 77                    |
| 4.  | Klikni za spremembo slike | Hrastje ob Bistrici    | 2,37           | 148                   |
| 5.  | Klikni za spremembo slike | Križan Vrh             | 4,06           | 69                    |
| 6.  | Klikni za spremembo slike | Kunšperk               | 4,06           | 102                   |
| 7.  | Klikni za spremembo slike | Ples                   | 1,32           | 77                    |
| 8.  | Klikni za spremembo slike | Polje pri Bistrici     | 1,91           | 69                    |
| 9.  | Klikni za spremembo slike | Srebrnik               | 1,55           | 95                    |
| 10. | Klikni za spremembo slike | Trebče                 | 5,18           | 231                   |
| 11. | Klikni za spremembo slike | Zagaj                  | 3,8            | 124                   |

## Prebivalstvo
- Ob popisu leta 2002 je bila slovenščina materni jezik 1354 (92,7 %) občanom, hrvaščina pa 57 (3,9)%. 1522 ali 80,8 % je rimokatoličanov, 26 ali 1,2 % je ateistov